# Selecționata de fotbal a Angleseyului
Selecționata de fotbal a Angleseyului (cunoscută și ca Selecționata de fotbal Ynys Môn) reprezintă Angleseyul  în fotbalul internațional și este controlată de Asociația de Fotbal din Anglesey. Nu este afiliată nici la FIFA și nici la UEFA.

## Titluri la Jocurile Islandei
- 1989: Medalia de argint
- 1991: Medalia de argint
- 1997: Medalia de argint
- 1999: Medalia de aur
- 2001: Medalia de argint

## Lotul din 2009[1]
- (P) Ben Heald 	 (Llanfairpwll F.C.)
- (P) Paul Pritchard 	 (Rhyl F.C.)
- Richard Owen 	(Porthmadog F.C.)
- Chris Williams	(Llanfairpwll F.C.)
- Rhys Roberts 	(Porthmadog F.C.)
- Matthew Hughes	(Bethesda Athletic F.C.)
- Tomos Jones 	(Holyhead Hotspur F.C.)
- Darren Jones	(Bethesda Athletic F.C.)
- Gareth Owen 	(Glantraeth F.C.)
- Gareth Parry	(Porthmadog F.C.)
- Paul Tilbury 	(Pentraeth F.C.)
- Gary Jones	(Pentraeth F.C.)
- Melvin McGinness (Llangefni Town F.C.)
- James Burgess	(Glantraeth F.C.)
- Marc Evans 	(Holyhead Hotspur F.C.)
- Richard Owen	(Llanfairpwll F.C.)